# Geoff Thomas
Geoffrey Robert ("Geoff") Thomas (Manchester, 5 augustus 1964) is een Engels voormalig betaald voetballer die bij voorkeur als centrale middenvelder speelde. Thomas was aanvoerder van Crystal Palace in de jaren 80 en 90. Hij speelde negen interlands voor het Engels voetbalelftal.
Thomas overwon bloedkanker in 2003 en zet zich al jaren in voor patiënten die aan de ziekte lijden.

## Clubcarrière
Thomas brak door als speler van toenmalig vierdeklasser Crewe Alexandra, waar hij vanaf 1984 speelde. Eerder speelde Thomas bij Rochdale, in 1982. Zijn prestaties in de loondienst van Crewe Alexandra, dat evenwel nooit promoveerde toen Thomas bij de club actief was, bleven niet onopgemerkt. Tweedeklasser Crystal Palace betaalde £ 50.000 aan Crewe Alexandra in 1987. Thomas was meteen belangrijk voor Palace en werd aanvoerder. Hij steeg met de club naar de First Division, de hoogste afdeling tot de oprichting van de Premier League in 1992.
Hij was aanvoerder tijdens de finale van de FA Cup van 1990. Crystal Palace moest zich − na het spelen van een replay − gewonnen geven tegen Manchester United. In de finale op zich hielden beide teams elkaar op 3-3, onder meer na twee doelpunten van Ian Wright (Palace) en Mark Hughes (Manchester United). Twee jaar na de bekerfinale was Palace een van de stichtende clubs van de Premier League, maar Thomas en zijn teamgenoten degradeerden al na één seizoen. Hij verliet de club ook na dat seizoen. Thomas werd opgenomen in de "Centenary XI" van Crystal Palace, het elftal van de eeuw van Crystal Palace.
Vanaf het seizoen 1993/1994 speelde Thomas voor Wolverhampton Wanderers, dat actief was in de First Division oftewel de toenmalige tweede divisie. Langdurig blessureleed weerhield hem van een basisplaats en hij speelde slechts 46 competitiewedstrijden in vier seizoenen. Thomas tekende bij Barnsley in 1999, net als Wolverhampton Wanderers een tweedeklasser. Bij deze club speelde hij meer wedstrijden, maar blessureleed zou hem opnieuw afremmen. Na een korte periode bij Notts County sloot een door blessures geplaagde Thomas zijn carrière af waar hij ze lanceerde, bij Crewe Alexandra in 2002.

## Interlandcarrière
Thomas speelde negen interlands voor Engeland van 1991 tot 1992, waarin hij de kwalificatie voor Euro 1992 onder bondscoach Graham Taylor mee bewerkstelligde. Hij verloor geen interland waarin hij meespeelde. Thomas kwam tijdens de kwalificatieronde twee keer in actie. Hij werd niet geselecteerd voor deelname aan het eindtoernooi, dat doorging in Zweden. Thomas scoorde niet voor de nationale ploeg.
| Interlands van Geoff Thomas voor Engeland | Interlands van Geoff Thomas voor Engeland | Interlands van Geoff Thomas voor Engeland | Interlands van Geoff Thomas voor Engeland | Interlands van Geoff Thomas voor Engeland | Interlands van Geoff Thomas voor Engeland |
| №                                         | Datum                                     | Wedstrijd                                 | Uitslag                                   | Competitie                                | Goals                                     |
| ----------------------------------------- | ----------------------------------------- | ----------------------------------------- | ----------------------------------------- | ----------------------------------------- | ----------------------------------------- |
| 1                                         | 01.05.1991                                | Turkije - Engeland                        | 0 – 1                                     | Kwalificatie Euro 1992                    | /                                         |
| 2                                         | 21.05.1991                                | Engeland - Sovjet-Unie                    | 3 – 1                                     | Vriendschappelijk                         | /                                         |
| 3                                         | 25.05.1991                                | Engeland – Argentinië                     | 2 – 2                                     | Vriendschappelijk                         | /                                         |
| 4                                         | 01.06.1991                                | Australië - Engeland                      | 0 – 1                                     | Vriendschappelijk                         | /                                         |
| 5                                         | 03.06.1991                                | Nieuw-Zeeland - Engeland                  | 0 – 1                                     | Vriendschappelijk                         | /                                         |
| 6                                         | 08.06.1991                                | Nieuw-Zeeland - Engeland                  | 0 – 2                                     | Vriendschappelijk                         | /                                         |
| 7                                         | 12.06.1991                                | Maleisië - Engeland                       | 0 – 4                                     | Vriendschappelijk                         | /                                         |
| 8                                         | 13.11.1991                                | Polen - Engeland                          | 1 – 1                                     | Kwalificatie Euro 1992                    | /                                         |
| 9                                         | 19.02.1992                                | Engeland - Frankrijk                      | 2 – 1                                     | Vriendschappelijk                         | /                                         |

## Ziekte
In juli 2003 werd bekend dat hij aan leukemie leed, maar Thomas overwon de ziekte. BBC riep Thomas in 2005 uit tot Sports Personality of the Year nadat hij £ 150.000 had opgehaald voor geneeskundig onderzoek naar leukemie. Thomas en 2.200 andere wielertoeristen betwistten met name het parcours van de vijftiende etappe van de Ronde van Frankrijk 2005, van Lézat-sur-Lèze naar Saint-Lary-Soulan Pla d'Adet.
In juli 2015 voltooide Thomas met een elftal voetballers en voormalig wielrenners alle 21 etappes van de Tour de France, een dag voor de race zelf. Thomas' doel was om £ 1 miljoen op te halen, met een financieel hefboomeffect dat volgens het model van de organisatie 'Cure Leukaemia' £ 10.000.000 waard moest zijn ten bate van potentieel levensreddende medicijnen voor patiënten met bloedkanker. Lance Armstrong, die bloedkanker overwon in 1996, was erbij. Voormalige teamgenoten van Thomas bij Crystal Palace, zoals Mark Bright en John Salako, namen deel. Op 2 november 2020 maakte de Amaury Sport Organisation, de Tour-organisatie, bekend dat het een officiële samenwerking was aangegaan met 'Cure Leukaemia', de liefdadigheidsorganisatie van Thomas.